# بزمجه ابری
 بزمجه ابری(نام علمی: Varanus nebulosus) نام یک گونه از سرده بزمجه است.